# Maison d'arrêt de Saint-Pierre
Pour les articles homonymes, voir Cayenne (homonymie).
La maison d'arrêt de Saint-Pierre, généralement appelée la Cayenne, est une prison de Saint-Pierre, sur l'île de La Réunion, département d'outre-mer dans le sud-ouest de l'océan Indien. Installée dans des bâtiments datant de 1863, et qui ont été transformés en lieu d'incarcération en 1930, elle est, depuis la fermeture de la prison Juliette-Dodu de Saint-Denis, le plus vieux pénitencier de ce territoire et compte, en 2009, parmi les plus anciens de France. Alors que sa capacité d'accueil se limite à 121 places théoriques, 148 détenus y sont alors présents dans des conditions qualifiées par le Journal de l'île de La Réunion de « difficiles » : ils sont, pour la plupart, logés dans des dortoirs, l'établissement ne compte que 25 cellules, aucune individuelle.